# Mapeamento racional
Em matemática, particularmente no subcampo da geometria algébrica, um mapa racional é um tipo de função parcial entre variedades algébricas.